# Cima Lepri
Cima Lepri, con i suoi 2.445 m s.l.m. è il secondo rilievo del Lazio e dei Monti della Laga, nell'Appennino abruzzese, posto a cavallo tra Abruzzo e Lazio, tra i comuni di Valle Castellana in provincia di Teramo e Amatrice in provincia di Rieti, all'interno del Parco nazionale del Gran Sasso e Monti della Laga;
dalla Conca di Amatrice appare come una poderosa e compatta bastionata sulla linea di cresta che collega Pizzo di Sevo a Pizzo di Moscio e alla parte più meridionale del massiccio.

## Accesso alla vetta
Vari sentieri escursionistici conducono alla  vetta di Cima Lepri, tra questi, il versate reatino offre l'impegnativo percorso che passa per il Peschio Palombo e quello che segue il "Tracciolino di Annibale", più agevole e frequentato dagli appassionati; dal versante abruzzese si può raggiungere la cima attraverso il Bosco Martese e la prateria d'alta quota nella zona degli Stazzi della Morricana, oppure percorrendo la cresta, aerea e panoramica, che la collega alla vetta di Pizzo di Moscio.

## Collegamenti esterni

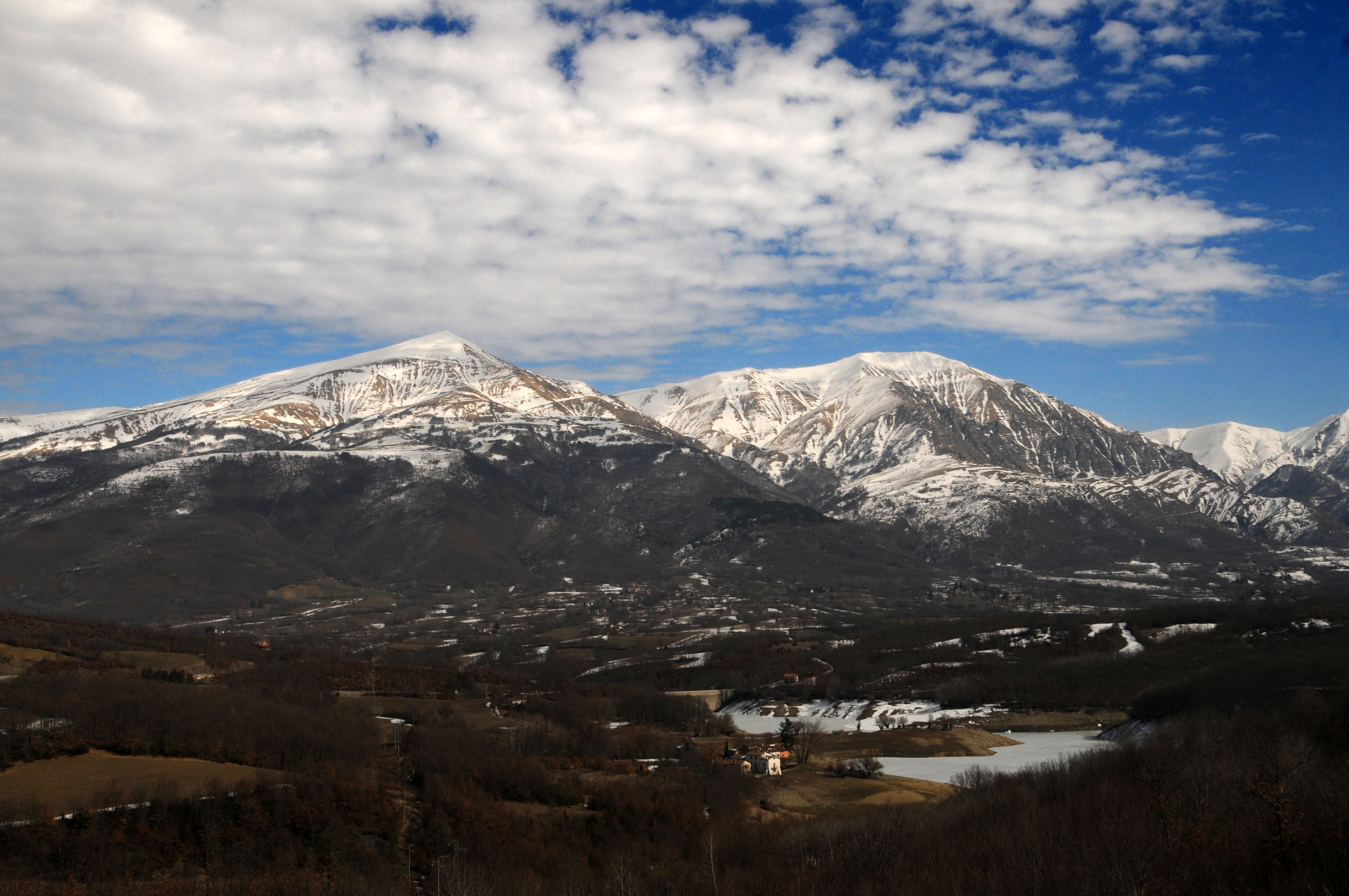
Panorama della Conca di Amatrice vista dal Lago di Scandarello, sulla destra Cima Lepri.